# Coupe d'Asie du Sud de football 2009
Navigation
Maldives/Sri Lanka 2008 Inde 2011
La Coupe d'Asie du Sud de football 2009 est la 8e édition de la compétition de football opposant les équipes des pays et territoires situés en Asie du Sud. Elle est organisée par la Fédération d'Asie du Sud de football (SAFF).
Comme pour les éditions précédentes, les 8 nations membres de la SAFF participent à la compétition. Un premier tour voit les équipes réparties en 2 poules de 4, où chacun affronte une fois ses adversaires. Les 2 premiers de chaque poule sont qualifiés pour la phase finale, disputée en demi-finales et finale.
C'est l'Inde, pourtant représentée par l'équipe des moins de 23 ans, qui remporte la compétition pour la cinquième fois.

## Équipes participantes
|  | - Bangladesh (Pays organisateur) - Maldives - Inde - C'est l'équipe des moins de 23 ans qui dispute la compétition - Sri Lanka - Pakistan - Bhoutan - Népal - Afghanistan |

## Compétition

### Groupe A
| Classement final |             |     |   |   |   |   |    |    |      |
|                  | Équipe      | Pts | J | G | N | P | BP | BC | Diff |
| 1                | Maldives    | 7   | 3 | 2 | 1 | 0 | 6  | 2  | +4   |
| 2                | Inde        | 6   | 3 | 2 | 0 | 1 | 2  | 2  | 0    |
| 3                | Népal       | 4   | 3 | 1 | 1 | 1 | 4  | 2  | +2   |
| 4                | Afghanistan | 0   | 3 | 0 | 0 | 3 | 1  | 7  | -6   |

| 5 décembre | Inde     | 1 | 0 | Afghanistan |
|            | Maldives | 1 | 1 | Népal       |
| 7 décembre | Maldives | 3 | 1 | Afghanistan |
|            | Inde     | 1 | 0 | Népal       |
| 9 décembre | Népal    | 3 | 0 | Afghanistan |
|            | Maldives | 2 | 0 | Inde        |

### Groupe B
| Classement final |            |     |   |   |   |   |    |    |      |
|                  | Équipe     | Pts | J | G | N | P | BP | BC | Diff |
| 1                | Bangladesh | 7   | 3 | 2 | 1 | 0 | 6  | 2  | +4   |
| 2                | Sri Lanka  | 6   | 3 | 2 | 0 | 1 | 8  | 2  | +6   |
| 3                | Pakistan   | 4   | 3 | 1 | 1 | 1 | 7  | 1  | +6   |
| 4                | Bhoutan    | 0   | 3 | 0 | 0 | 3 | 1  | 17 | -16  |

| 4 décembre | Sri Lanka  | 1 | 0 | Pakistan  |
|            | Bangladesh | 4 | 1 | Bhoutan   |
| 6 décembre | Sri Lanka  | 6 | 0 | Bhoutan   |
|            | Bangladesh | 0 | 0 | Pakistan  |
| 8 décembre | Pakistan   | 7 | 0 | Bhoutan   |
|            | Bangladesh | 2 | 1 | Sri Lanka |

### Tableau final
|  | Demi-finales | Demi-finales |          |       | Finale | Finale |
|  | Demi-finales | Demi-finales |          |       | Finale | Finale |
|  |              |              |          |       |        |        |
|  |              |              |          |       |        |        |
|  |              |              |          |       |        |        |
|  | Maldives     | 5            |          |       |        |        |
|  | Maldives     | 5            |          |       |        |        |
|  | Sri Lanka    | 1            |          |       |        |        |
|  | Sri Lanka    | 1            | Maldives | 0 (1) |        |        |
|  |              |              | Maldives | 0 (1) |        |        |
|  |              | Inde t.a.b   | 0 (3)    |       |        |        |
|  | Bangladesh   | Inde t.a.b   | 0 (3)    | 0     |        |        |
|  | Bangladesh   |              |          | 0     |        |        |
|  | Inde         | 1            |          |       |        |        |
|  | Inde         | 1            |          |       |        |        |

#### Demi-finales
| 11 décembre 2009 | Maldives                                                         | 5 - 1 | Sri Lanka  | Bangabandhu National Stadium, Dacca |  |
| 16:00            | Thoriq 48e · Fazeel 63e, 85e (pen.) · Ashfaq 76e · Assad Ali 87e |       | Channa 62e |                                     |  |

| 11 décembre 2009 | Inde        | 1 - 0 | Bangladesh | Bangabandhu National Stadium, Dacca |  |
| 19:00            | S.Singh 63e |       |            |                                     |  |

#### Finale
| 13 décembre 2009 | Inde              | 0 - 0 | Maldives | Bangabandhu National Stadium, Dacca |
| 19:00            |                   |       |          |                                     |
|                  | Tirs au but 3 - 1 |       |          |                                     |

| Coupe d'Asie du Sud 2009 Vainqueur Inde 5e titre |